# Helena Iren Michaelsen
Pour les articles homonymes, voir Michaelsen.
Helena Iren Michaelsen est une musicienne norvégienne. Elle est chanteuse au sein du groupe Imperia et a fait partie des groupes Trail of Tears et Sahara Dust.

## Biographie
À l'origine, Helena Michaelsen fait partie du groupe Sahara Dust (ancien nom du groupe Epica), formé par Mark Jansen (ex-After Forever) en 2002. Finalement, Helena quitte la jeune formation avant même la sortie du premier single. Elle est remplacée par Simone Simons.
Depuis 2004, elle fait partie du groupe Imperia.